# Anomis subfuscata
Anomis subfuscata là một loài bướm đêm trong họ Erebidae.